# 東漸宗震
東漸宗震（とうぜんそうしん、天文元年（1532年） - 慶長7年3月23日（1602年5月4日））は美濃国可児郡土田出身の僧侶。臨済宗妙心寺派に属し、妙心寺71世住持を務めたほか、河南山福昌寺と妙心寺長慶院の開山となった。
天文元年（1532年）、可児郡土田（現在の岐阜県可児市西部）で生まれる。14歳で出家し大仙寺の以安智察を師として修行し、諸国行脚などを経て永禄11年（1568年）、37歳で印可を得る。土田に河南山福昌寺を開いた後、若狭国発心寺、播磨国随鴎寺の住持を経て妙心寺71世となった。慶長5年（1600年）長慶院を開基として長慶院を開いた。慶長7年（1602年）同所で示寂。
主な法嗣に庸山景庸、瑞林宗現、南景宗嶽らがいる。派祖東陽英朝から愚堂東寔に至るまでの聖澤派八祖のうち六祖に数えられている。